# Instytut Filologii Romańskiej Uniwersytetu Jagiellońskiego
Instytut Filologii Romańskiej Uniwersytetu Jagiellońskiego w Krakowie – jednostka dydaktyczno-naukowa należąca do struktur Wydziału Filologicznego Uniwersytetu Jagiellońskiego. 

## Kierunki kształcenia
W Instytucie Filologii Romańskiej kształcenie odbywa się na pięciu kierunkach: filologia francuska, włoska, hiszpańska, rumuńska, portugalska. W strukturze Instytutu są również dwie pracownie – Studiów Brazylijskich i Studiów Katalońskich.     

## Władze[1]
- Dyrektor: prof. dr hab. Wacław Rapak
- Wicedyrektor: dr Gabriel Borowski

## Adres
- ul. Mickiewicza 9A, 31-120 Kraków